# As Aventuras de Tanguy e Laverdure
As Aventuras de Tanguy e Laverdure é uma série de quadrinhos franco-belga criada por Jean-Michel Charlier (roteiro) e Albert Uderzo (desenhos), sobre os dois pilotos Michel Tanguy e Ernest Laverdure e suas aventuras na França.

## Histórico de publicações
Inicialmente intitulado 'Michel Tanguy', estreou na primeira edição da revista  Pilote  em 29 de outubro de 1959.
A série forneceu à Pilote um concorrente da série similar Buck Danny, publicada na revista Spirou, e Dan Cooper, que apareceu na revista Tintin.
Iniciada em outubro de 1959, a série foi continuamente publicada pela Pilote até junho de 1971. Em seguida, foi transferiada para as revistas Tintin (1973), Super As (1979/1980), a revista católica Le Pélerin (por volta de 1981/1984), Moustique Junior ( Bélgica; 1988). Em 2002, a série foi retomada por dois novos autores, após um longo intervalo causado pela morte de Charlier.
Tanguy et Laverdure foi traduzido para idiomas como italiano, alemão, holandês, dinamarquês, indonésio, Inglês, espanhol, português e serbocroatiano. Foi adaptado para uma série televisiva, Les Chevaliers du Ciel, inicialmente transmitida entre 1967-69 e 1988-91, adaptada para um filme de 2005, Les Chevaliers du Ciel.

## Álbuns

### Em Portugal
- A Esquadrilha das Cegonhas
- Mirages a Oriente
- A Misteriosos Esquadra Delta
- Operação Trovão
- Plano de Voo para o Inferno - 1984
- Escola de Pilotos
- Pela Honra dos Distintivos
- O Espiao que veio do Ceu
- A Zona Interdita